# Чемпионат Гвинеи-Бисау по футболу
Чемпионат Гвинеи-Бисау по футболу (порт. Campeonato Nacional da Guiné-Bissau) — высший дивизион национального футбольного чемпионата Гвинеи-Бисау, проводимый Федерацией футбола Гвинеи-Бисау (FFGB). Лига основана в 1975 году. В чемпионате 2023 года принимают участие 15 команд.

## Победители
- 1975: Ош Баланташ (Мансоа)
- 1976: União Desportiva Internacional (Бисау)
- 1977: Бенфика (Бисау)
- 1978: Бенфика (Бисау)
- 1979: Неизвестен
- 1980: Бенфика (Бисау)
- 1981: Бенфика (Бисау)
- 1982: Бенфика (Бисау)
- 1983: Спортинг (Бисау)
- 1984: Спортинг (Бисау)
- 1985: União Desportiva Internacional (Бисау)
- 1986: Спортинг (Бисау)
- 1986/87: Sporting Clube de Bafatá (Bafatá)
- 1987/88: Бенфика (Бисау)
- 1988/89: Бенфика (Бисау)
- 1989/90: Бенфика (Бисау)
- 1990/91: Спортинг (Бисау)
- 1991/92: Спортинг (Бисау)
- 1993: SC Portos de Bissau (Бисау)
- 1993/94: Спортинг (Бисау)
- 1995: Неизвестен
- 1996: ADR Desportivo de Mansabá (Mansabá)
- 1997: Спортинг (Бисау)
- 1998: Спортинг (Бисау)
- 1999: Нет чемпиона
- 2000: Спортинг (Бисау)
- 2001: Нет чемпиона
- 2002: Спортинг (Бисау)
- 2002/03: União Desportiva Internacional (Бисау)
- 2003/04: Спортинг (Бисау)
- 2004/05: Спортинг (Бисау)
- 2005/06: Ош Баланташ (Mansôa)
- 2006/07: Спортинг (Бисау)
- 2007/08: Sporting Clube de Bafatá (Бисау)
- 2008/09: Ош Баланташ (Mansôa)
- 2009/10: Бенфика (Бисау)
- 2010/11: Atlético Clube de Bissorã (Bissorã)
- 2011/12: Не проводился из-за финансовых проблем
- 2013: Ош Баланташ (Mansôa)
- 2014: Nuno Tristão FC (Bula)
- 2015: Бенфика (Бисау)
- 2016: Отменён после 7-го тура в мае из-за финансовых проблем
- 2016/17: Бенфика (Бисау)
- 2017/18: Бенфика (Бисау)
- 2018/19: União Desportiva Internacional (Бисау)
- 2019/20: Отменён[1]
- 2020/21: Спортинг (Бисау)
- 2021/22: Бенфика (Бисау)
- 2022/23: Каншунгу (Каншунгу)
- 2023/24: Бенфика (Бисау)
- 2024/25: Бенфика (Бисау)

## Победители по клубам
| Клуб                           | Город    | Кол-во | Последняя победа |
| ------------------------------ | -------- | ------ | ---------------- |
| Бенфика                        | Бисау    | 15     | 2024/25          |
| Спортинг                       | Бисау    | 14     | 2020/21          |
| Ош Баланташ                    | Мансоа   | 4      | 2013             |
| União Desportiva Internacional | Бисау    | 4      | 2018/19          |
| Sporting Clube de Bafatá       | Бафата   | 2      | 2007/08          |
| SC Portos de Bissau            | Бисау    | 1      | 1993             |
| ADR Desportivo de Mansabá      | Мансаба  | 1      | 1996             |
| Atlético Clube de Bissorã      | Бисоран  | 1      | 2010/11          |
| Nuno Tristão FC                | Була     | 1      | 2014             |
| Каншунгу                       | Каншунгу | 1      | 2022/23          |